# Eleanor Uhl
Eleanor Marie Uhl (* 21. März 1902 in Philadelphia; † 21. Juli 1981 in Doylestown) war eine US-amerikanische Schwimmerin.

## Karriere
Uhl qualifizierte sich 1920 als Zweite der US-amerikanischen Qualifikationswettbewerbe für die Olympischen Spiele. Bei den Wettkämpfen in Antwerpen erreichte sie über 300 m Freistil den fünften Rang. Auf nationaler Ebene schwamm sie für den Meadowbrook Club. Später arbeitete sie als Buchhalterin.